# Cássia Mônica Sakuragui
Cássia Mônica Sakuragui (1965) es una bióloga, taxónoma, botánica, geobotánica, curadora, y profesora brasileña.

## Biografía
Tiene una licenciatura en ciencias biológicas por la Universidad de São Paulo-USP (1991), un MA en botánica, en 1994, defendiendo la tesis "Araceae dos campos rupestres na Cadeia do Espinhaço em Minas Gerais", supervisada por el Dr. Simon Joseph Mayo (1949); y, en 1998, un doctorado en ciencias biológicas (botánica) por la misma casa de altos estudios. Y, en 2002, estudios de posdoctorado en el Real Jardín Botánico de Kew, Inglaterra. Efectuó sus perfeccionamientos, siendo becaria de la Coordinación de Capacitación de Personal de Nivel Superior CAPES, Brasil.
Tiene experiencia en botánica, con énfasis en la taxonomía, morfología, filogenia y fitogeografía, trabajando en proyectos destinados a la sistemática y conservación de Araceae en el Neotrópico, especialmente en Brasil.
Realiza actividad científica, y académica en:
- Desde 2007 profesora de tercer grado, y desde 2010, adjunta en el Departamento de Botánica de la Universidad Federal de Río de Janeiro, coordinadora de PIBID-Biología en la misma universidad[7] y jefa del Laboratorio de Taxonomía y Evolución Vegetal del Dto. de Botánica / UFRJ. Tiene experiencia en el área de botánica, trabajando en proyectos florísticos de la Mata Atlántica, taxonomía y evolución de Araceae y Anacardiaceae y otros en colaboración con química de productos naturales.[8]

Es autora en la identificación y nombramiento de nuevas especies para la ciencia, a abril de 2015, posee 21 nuevos registros de especies, especialmente de la familia Araceae, y en especial del género Philodendron (véase más abajo el vínculo a IPNI).

## Algunas publicaciones
- CALAZANS, L.S.B. ; ANTAS, N.G. ; SAKURAGUI, C. M. 2015. Philodendron luisae (Araceae), a new species from Rio de Janeiro State, Brazil (enlace roto disponible en Internet Archive; véase el historial, la primera versión y la última).. Botanical Studies 56: 1-6

- PELLEGRINI, M. O. O. ; FORZZA, R. C. ; SAKURAGUI, C.M. 2015. A nomenclatural and taxonomic review of Tradescantia (Commelinaceae) species described in Vellozo's Flora fluminensis with notes on Brazilian Tradescantia. Taxon 64: 151-155

- VALADARES, R.T. ; SAKURAGUI, C.M. 2014. A New Species of Anthurium (Araceae) sect. Urospadix subsect. Obscureviridia from Espírito Santo, Eastern Brazil. Systematic Botany 39: 31-35

- LOSS-OLIVEIRA, L. ; CALAZANS, L. S. B. ; MORAIS, E. B. ; MAYO, S. ; SCHRAGO, C. E. G. ; SAKURAGUI, C. M. 2014. Floral Evolution of Philodendron Subgenus Meconostigma (Araceae). Plos One 9: e89701

- ROSA, V.T. ; SAKURAGUI, C ; VIEIRA, Ricardo Cardoso. 2014. Structures and functions of adventitious roots in species of the genus Philodendron Schott (Araceae). Flora (Jena) 1-16

- BUTURI, C. V. ; TEMPONI, L. G. ; SAKURAGUI, C.M. 2014. A new species of Philodendron (Araceae) in Paraná, Brazil. Phytotaxa: a rapid international journal for accelerating the publication of botanical taxonomy 174: 144-148

- OLIVEIRA, L. L. ; CALAZANS, L.S.B. ; MORAIS, E. B. ; MAYO, S. J. ; SCHRAGO, C. G. ; SAKURAGUI, C. M. 2014. Floral Evolution of Philodendron Subgenus Meconostigma (Araceae). Plos One 9: e89701 resumen en línea

- CALAZANS, L.S.B. ; SAKURAGUI, C. M. ; MAYO, S. J. 2014. From open areas to forests? The evolutionary history of Philodendron subgenus Meconostigma (Araceae) using morphological data (enlace roto disponible en Internet Archive; véase el historial, la primera versión y la última).. Flora (Jena) 209: 117-121

- CALAZANS, L.S.B. ; SAKURAGUI, C. M. 2013. A new species of Philodendron (Araceae) and a key to Brazilian Atlantic Forest species of P. subgenus Pteromischum. Phytotaxa (Online) 94: 49

- SAKURAGUI, C. M. ; CALAZANS, L.S.B. ; MORAIS, E. B. ; COELHO, M. A. N. ; PELLEGRINI, M.O.O. 2012. Diversity and conservation of Philodendron Schott (Araceae) in Atlantic Forest of Rio de Janeiro State, Brazil. Feddes Repertorium 122: 472-496

- CALAZANS, L.S.B. ; MORAIS, E. B. ; SAKURAGUI, C. M. 2012. Philodendron williamsii Hook.f. (Araceae), an endemic and vulnerable species of southern Bahia, Brazil used for local population. Journal of Threatened Taxa 4: 3390-3394

- SAKURAGUI, C.M. ; ALVES, E. M. ; LORENZETTI, E.R. ; JANUNZI, A. M. ; BORGES, R.A.X. ; TOLEDO, V. A. A. 2011. Bee flora of an insular ecosystem in southern Brazil. Journal of the Botanical Research Institute of Texas 5: 311-319

- MAYO, S. ; SAKURAGUI, C.M. 2011. Typification an Interpretation of Philodendron imbe Schott ex Kunth (Araceae). Taxon 60: 1764-1767

- LOPES, G ; VIEIRAMACHADO, F ; MENDESDETOLEDO, C ; SAKURAGUI, C.M. ; PALAZZODEMELLO, J. 2009. Chemotaxonomic significance of 5-deoxyproanthocyanidins in Stryphnodendron species. Biochemical Systematics and Ecology 36: 925-931

- NADRUZ COELHO, M. ; SAKURAGUI, C.M. 2008. A new species of Philodendron Schott (Araceae) from Brazil - correction. Kew Bulletin 63: 351-351

- SAKURAGUI, C.M. ; MAYO, S. ; NADRUZ, M. 2007. Flora da Serra do Cipó, Minas Gerais: Araceae. Boletim de Botânica (USP) 25: 87-94

- SANCHES, A. C. ; LOPES, G. C. ; TOLEDO, C. E. M. ; SACRAMENTO, L. V. S. ; SAKURAGUI, C.M. ; MELLO, J.C.P. 2007. Estudo morfológico comparativo das cascas e folhas de Stryphnodendron adstringens, S. polyphyllum, S. obovatum - Leguminosae. Acta Farmacéutica Bonaerense 26: 362-368

- BENEDITO-CECILIO, E. ; PEREIRA, A. L. ; SAKURAGUI, C.M. 2007. Spatial variation in the stable isotopes of 13C and 15N and trophic position of Leporinus friderici (Characiformes, Anostomidae) in Corumbá Reservoir, Brazil. Anais da Academia Brasileira de Ciências 79: 41-49

- NADRUZ COELHO, M. ; SAKURAGUI, C.M. 2007. A new species of Philodendron Schott (Araceae) from Brazil. Kew Bulletin 62: 629-631

- DEL QUIQUI, E.M. ; MARTINS, S. S. ; SILVA, I.C. ; BORGHI, W.A. ; SILVA, O.H. ; SAKURAGUI, C.M. ; PACHECO, R.B. 2007. Estudo Fitossociológico de um trecho de floresta semidecidual em Diamante do Norte, Estado do Paraná, Brasil. Acta Scientiarum. Agronomy 29: 283-290

- SAKURAGUI, C.M. ; MAYO, S. ; D. ZAPPI. 2006. Taxonomic revision of Philodendron section Macrobelium. Kew Bulletin, Royal Botanic Gardens, Kew 60 (4): 465-513

- TEMPONI, L. G. ; GARCIA, F. C. P. ; SAKURAGUI, C.M. ; CARVALHO-OKANO, R. M. 2006. Araceae do Parque Estadual do Rio Doce, Minas Gerais. Acta Botanica Brasilica, São Paulo 20 (1): 1-20

- BELSHAM, S R ; NICLUGHDHA, e M ; ORLOVICH, D A ; SAKURAGUI, C.M. ; CHASE, M W ; WILSON, P G. 2005. Phylogenetic Patterns in the fleshy-fruited Myrtaceae - preliminary molecular evidence. Plant Systematics and Evolution, Austria 251: 35-51

- SAKURAGUI, C.M. ; GALINA, K.J. ; MELLO, J.C.P. ; LORENZETTI, E.R. 2005. Contribuição ao estudo farmacognóstico da mutamba (Gazuma ulmifolia - Sterculiaceae). Acta Farmacéutica Bonaerense, Argentina

## Libros
- SAKURAGUI, C.M. ; HAY, A. ; COSGRIFF, B. ; GONÇALVES, E. ; ZHU, G. ; BOOS, J. ; THOMPSON, S. ; MAYO, S. J. ; HETTERSCHEID, W. ; FRODIN, D.G. 2002. World Checklist and Bibliography of Araceae (and Acoraceae). Londres: Royal Botanic Gardens, Kew, 560 pp.

## Capítulos de libros
- SAKURAGUI, C. M. ; CALAZANS, L.S.B. ; STEFANO, M. V. ; VALENTE, A. S. M. ; MAURENZA, D. ; KUTSCHENKO, D. C. ; PRIETO, P. V. ; PENEDO, T. S. A. 2013. Meliaceae. In: Gustavo Martinelli; Miguel Ávila Moraes (orgs.) Livro Vermelho da Flora do Brasil. Rio de Janeiro: Andrea Jakobsson, p. 697-701

- SAKURAGUI, C. M. ; STEFANO, M. V. ; CALAZANS, L.S.B. 2010. Meliaceae. In: Rafaella Compostrini Forzza et al (orgs.) Catálogo de Plantas e Fungos do Brasil. Rio de Janeiro: Andrea Jakobsson, v. 2, p. 1278-1281

- SAKURAGUI, C.M. 2010. Qillajaceae. In: Rafaella Compostrini Forzza et al (orgs.) Catálogo de Plantas e Fungos do Brasil. Rio de Janeiro: Jardim Botânico do Rio de Janeiro, v. 2, p. 1539

- SAKURAGUI, C.M. ; KRAUSS, N. P. S. 2010. Ranunculaceae. In: Rafaella Compostrini Forzza et al (orgs.) Catálogo de Plantas e Fungos do Brasil. Rio de Janeiro: Jardim Botânico do Rio de Janeiro, v. 2, p. 1540

- SAKURAGUI, C.M. 2010. Taccaceae. In: Rafaella Compostrini Forzza et al (orgs.) Catálogo de Plantas e Fungos do Brasil. Rio de Janeiro: Jardim Botânico do Rio de Janeiro, v. 2, p. 1651

- SAKURAGUI, C.M. ; CORSI, A.M.J. 2009. Flora Fanerogâmica. In: E. Benedito (org.) Ecologia do Ribeirão Diamante, Estação Ecológica de Caiuá, PR. Maringá: EDUEM, v. 1, p. 27-40

## En Congresos
- SAKURAGUI, C. M. ; CALAZANS, L.S.B. ; MAYO, S. J. 2013. Evolution of Philodendron subg. Meconostigma: from open areas to forests?. In: Monocots V, New York. Monocots V Abstract Book

- PICANCO-LEITE, W. ; CALAZANS, L.S.B. ; SAKURAGUI, C. M. ; MENDONCA, C. B. F. ; ESTEVES, V. G. 2013. Considerações palinológicas nos subgêneros de Philodendron Schott. In: XIV Simpósio Brasileiro de Paleobotânica e Palinologia/ 5º Encontro Latinoamericano de Fitólitos

- SAKURAGUI, C.M. ; FORZZA, R. C. ; LEITMAN, P. ; MONTEIRO, V. ; FILARDI, F. F. R. 2013. Monocots and Brazil s Plant List. In: Monocots V, New York. Monocots V Abstract Book

En Anais 63.º Congresso Nacional de Botânica, Joinville, 2012
- CALAZANS, L.S.B. ; SAKURAGUI, C. M. ; SILVA, D. F. Filogenia morfológica de Philodendron subgênero Meconostigma Schott (Araceae)
- VALADARES, R. T. ; CALAZANS, L.S.B. ; SAKURAGUI, C. M. O gênero Philodendron Schott (Araceae) na Mata Atlântica do sudeste brasileiro: uma abordagem conservacionista

- CALAZANS, L.S.B. ; MORAIS, E. B. ; BASTOS, F. ; SAKURAGUI, C. M. 2011. Morfologia do gineceu de espécies de Philodendron Schott subgênero Meconostigma e suas implicações taxonômicas. In: 62.º Congresso Nacional de Botânica, Fortaleza
- CALAZANS, L.S.B. ; MORAIS, E. B. ; BASTOS, F. ; SAKURAGUI, C. M. 2011. Morfologia do gineceu de espécies de Philodendron Schott subgênero Meconostigma e suas implicações taxonômicas. In: Resumos XXXIII Jornada Júlio Massarani de Iniciação Científica, Artística e Cultural, Rio de Janeiro

En Anais 61.º Congresso Nacional de Botânica, Manaus, 2010
- CALAZANS, L.S.B. ; SAKURAGUI, C. M. Guarea F.Allam. ex L. (Meliaceae: Melioideae) do Brasil
- STEFANO, M. V. ; CALAZANS, L.S.B. ; SAKURAGUI, C. M. A família Meliaceae no Rio de Janeiro

- CALAZANS, L.S.B. ; SAKURAGUI, C. M. 2010. Guarea F.Allam. ex L. (Meliaceae: Melioideae) do Brasil. In: Livro de Resumos da XXXII Jornada Giulio Massarani de Iniciação Científica, Artística e Cultural, Rio de Janeiro, p. 97

- PELLEGRINI, M.O.O. ; REZNIK, G. ; CALAZANS, L.S.B. ; SARAIVA, D. P. ; SUIZANI, C. V. ; FIGUEIRA, M. R. ; SAKURAGUI, C. M. ; LOPES, R. C. 2010. Modelos didáticos no ensino de Botânica. In: CD de Resumos XXIX Jornada Fluminense de Botânica, Paty do Alferes

## Membresías
- Sociedad Botánica de Brasil[9]

### de Cuerpos Editoriales
- 2013 y continua: Rodriguésia (impreso)[10]

## Revisora de periódico
- 2005 - actual. Periódico: Rodriguesia
- 1999 - 2006. Periódico: Acta Scientiarum (UEM)
- 2000. Periódico: Novon (Saint Louis)
- 2007 - actual. Periódico: Biota Neotropica
- 2005. Periódico: Hoehnea (São Paulo)
- 2014. Periódico: Phytotaxa: a rapid international journal for accelerating the publication

## Premios
- 2012: premio Luísa Pinho Sartori - 1º lugar por el trabajo Florivoria seletiva do polinizador Erioscelis emarginata (Mannerheim, 1829) (Coleoptera: Scarabaeidae) por inflorescências estéreis em Philodendron", Instituto de Biologia - UFRJ[11]
- 2005: beca Margaret Mee, Royal Botanic Gardens Kew
- 2002: beca KLARF, Royal Botanic Gardens Kew

- Portal:Biografías. Contenido relacionado con Botánica.
- Portal:Biología. Contenido relacionado con Taxonomía.